# Kaplica św. Anny w Witkowie
Kaplica św. Anny (przed 1945 niem. St. Anna Kapelle, Annen Kapelle) – rzymskokatolicki kościół wotywny parafii Zwiastowania Najświętszej Maryi Panny w Witkowie wzniesiony na wschodnim zboczu góry Młynarki w Górach Kamiennych, w Sudetach Środkowych.

## Historia

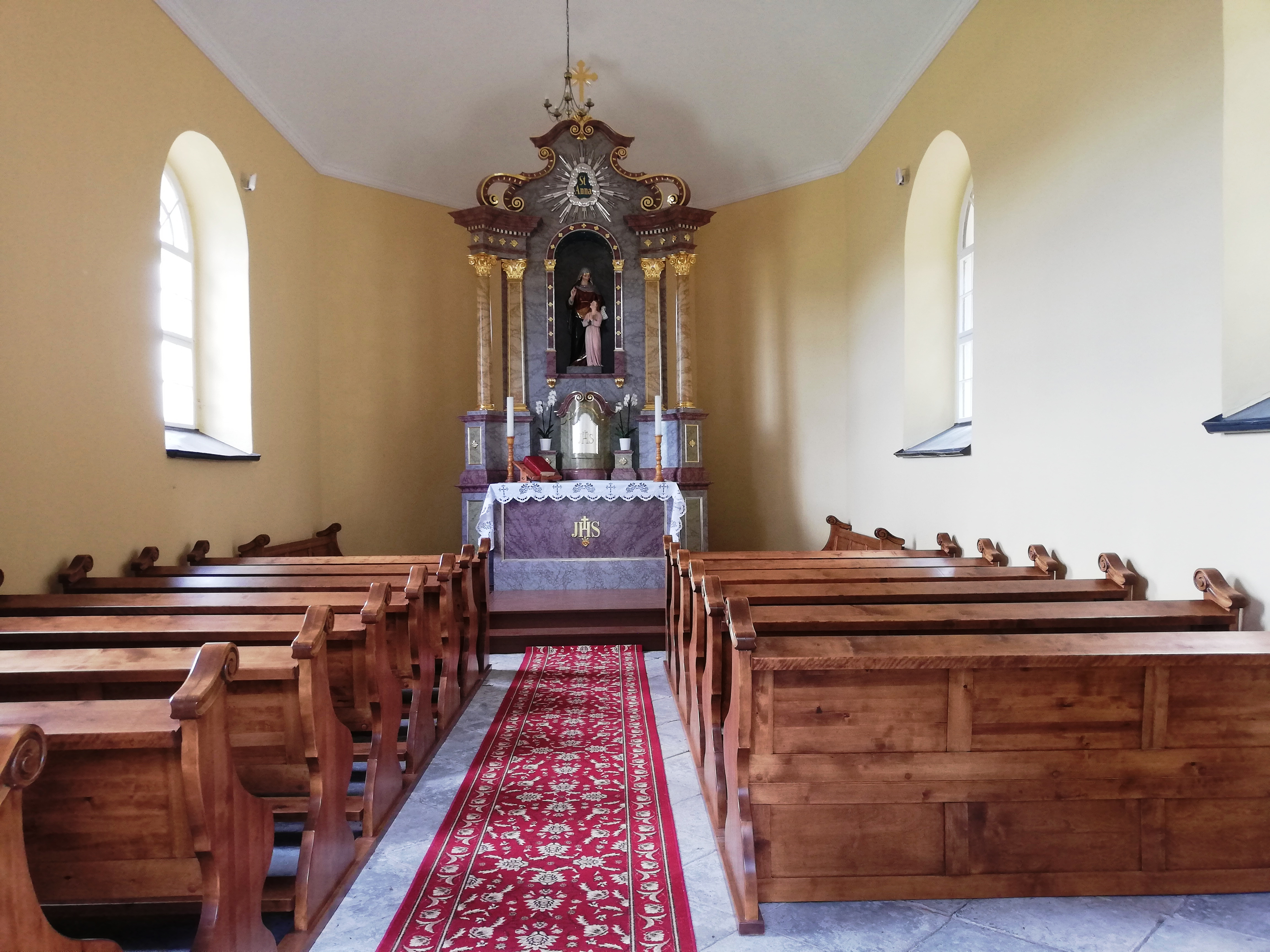
Nawa główna z prezbiterium

Pierwotna drewniana zbudowana z 1767 r. nie zachowała się do naszych czasów.  Obecna kaplica została wzniesiona w 1900 r. Jest to budowla nakryta dachem ceramicznym z sygnaturką zwieńczoną hełmem z prześwitem. We wnętrzu świątyni znajduje się ołtarz poświęcony św. Annie.